# マイケル・ソリッチ
マイケル・ソリッチ（Michael Sorich、1958年3月23日 -） は、アメリカ合衆国の男性声優、俳優。カリフォルニア州バーバンク出身。ADR US社CEO。
別名はジョン・ホームズ（John Holmes） 、マイケル・J・ソリッチ (Michael J. Sorich) 、マイク・ソリッチ (Mike Sorich) 。

## 概要
アメリカン・アカデミー・オブ・ドラマティック・アーツ・ロサンゼルス校を経て、リバーサイド・コミュニティ・カレッジで政治学を学んだ後、サンディエゴ州立大学で舞台芸術の学位を取得。
過去にはサバン・エンターテイメント、Foxファミリー・ワールドワイド、メディア・コンセプツ、サバン・ブランドなどでADRディレクター、脚本家としても活動していた。

## 出演作品

### テレビアニメ
1983年
- Smurfs and the Magic Flute

1985年
- ロボテック（スパークス）

1989年
- The Return of Dogtanian（アトス）

1994年
- Jin Jin and the Panda Patrol
- ルパン三世 (TV第2シリーズ)・死の翼アルバトロス（ロンバッハ）※ストリームライン版

1997年
- 神秘の世界エルハザード（藤沢真理）
- ストリートファイターII V（ザンギエフ）※マンガ・エンターテイメント版

1999年
- カウボーイビバップ（ジラフ）
- 新・天地無用!（火美猛）
- 北斗の拳（ダンテ）
- デジモンアドベンチャー（エレキモン、アンドロモン、ズドモン）

2000年
- 時空探偵ゲンシクン（スフィン、ゲラ）
- デジモンアドベンチャー02（エレキモン、アンドロモン、ズドモン）

2001年
- デジモンテイマーズ（ヴィカラーラモン）
- 六門天外モンコレナイト（竹中忠左衛門）

2002年
- コスモウォーリアー零（ライ）
- マシュランボー（ロボット警官）
- デジモンフロンティア（エレキモン、ネーモン）

2003年
- サイボーグ009 THE CYBORG SOLDIER（007）
- 十二国記（渡辺先生）
- 爆闘宣言ダイガンダー（ダイガンダー）
- ルパン三世 (TV第2シリーズ)（オリベラ・ネット）

2004年
- クレヨンしんちゃん（シロ）※フェーズ版
- RAVE（チークス）

2005年
- 金色のガッシュベル!!（ガルザ）
- NARUTO -ナルト-（ガマブン太）
- B-伝説! バトルビーダマン（ヴィニー）
- ボボボーボ・ボーボボ（ボーボボの父）

2006年
- 韋駄天翔（ホースケ）
- ガン×ソード（ネラ）
- NARUTO -ナルト-（秋道チョウザ）
- BLEACH（山本元柳斎重國、ドン・観音寺、握菱テッサイ、梅厳、フィッシュボーンD）
- ボボボーボ・ボーボボ（J）

2007年
- NARUTO -ナルト-（次郎坊）

2008年
- NARUTO -ナルト-（黒ゼツ）
- BLUE DRAGON（ヒポポタマス）

2009年
- MONSTER（ニナの父、ノヴァック、バーテンダー）
- NARUTO -ナルト- 疾風伝（秋道チョウザ、ガマブン太）

2011年
- 最強合体 ミックスマスター（会長）

2012年
- Barbie: Life in the Dreamhouse（アナウンサー）

2014年
- キルラキル（満艦飾薔薇蔵）

2015年
- COPPELION（蒲田）
- シドニアの騎士（丹波新輔）

2016年
- HUNTER×HUNTER（第2作）（トンパ）

2018年
- ジョジョの奇妙な冒険 ダイヤモンドは砕けない（東方良平）
- 妖怪ウォッチ（ウィスパー<2代目>）

2020年
- 名探偵コナン エピソード“ONE” 小さくなった名探偵（阿笠博士）

### 劇場アニメ
1995年
- はだしのゲン（叫ぶ男）

1996年
- GHOST IN THE SHELL / 攻殻機動隊（イシカワ）

1999年
- 天地無用! in Love 2 - 遙かなる想い（火美猛）
- ブラック・ジャック（コメンテーター）

2000年
- Digimon: The Movie[2] （巨大アグモン、ラピッドモン）
- 天空の城ラピュタ※ブエナビスタ版

2001年
- AKIRA※DVD版
- ラーマーヤナ ラーマ王子伝説（ハヌマーン）

2005年
- APPLESEED（七賢老）
- デジモンフロンティア 古代デジモン復活!!（ネーモン）

2006年
- おさるのジョージ（タクシードライバー）

2008年
- 劇場版 NARUTO -ナルト- 大興奮!みかづき島のアニマル騒動だってばよ（ツキミチル）
- バイオハザード:ディジェネレーション（ロン・デイビス）

2011年
- El gran milagro（老プリスト）

2013年
- Thunder and the House of Magic（クレーンオペレーター）
- 劇場版 NARUTO -ナルト- 疾風伝 ザ・ロストタワー（秋道チョウザ）

2014年
- 劇場版 NARUTO -ナルト- ブラッド・プリズン（ガマブン太）
- ROAD TO NINJA -NARUTO THE MOVIE-（秋道チョウザ、ガマブン太）

2020年
- 名探偵コナン から紅の恋歌（阿笠博士）

2021年
- 名探偵コナン 純黒の悪夢（阿笠博士）

2022年
- 名探偵コナン 業火の向日葵（阿笠博士）
- 名探偵コナン 紺青の拳（阿笠博士）

### OVA
1995年
- CASSHAN
- 神秘の世界エルハザード（藤沢真理）
- 紅狼 ホンラン

1998年
- 神秘の世界エルハザード2（藤沢真理）
- ファイナルファンタジー（ラーデビル）

2002年
- イース（ドギ）

2003年
- イース 天空の神殿〜アドル・クリスティンの冒険〜（ドギ）

2004年
- 戦闘妖精・雪風

2005年
- 天地無用! 魎皇鬼（火美猛（2代目））
- ブラック・ジャック

2006年
- ロボテック シャドー・クロニクル（スパークス）

2007年
- 戦闘妖精少女 たすけて! メイヴちゃん （忘却の魔物〔フォゲッタさん〕）

2010年
- 機動戦士ガンダムUC（オットー・ミタス）

2012年
- HELLSING （傭兵、神父）

### Webアニメ
- ULTRAMAN（2022年）

### ゲーム
1999年
- スターウォーズ Xウイングアライアンス（反乱軍パイロット）
- スター・ウォーズ エピソード1/ファントム・メナス（ティーント・パガリス）
- スターウォーズ･レーサー･リベンジ（ティーント・パガリス）

2006年
- テイルズ オブ ジ アビス（ミヤギ）

2009年
- ストリートファイターIV（元）

2013年
- NARUTO -ナルト- 疾風伝 ナルティメットストーム3（秋道チョウザ）

2016年
- ストリートファイターV（元）

### 特撮

#### 声優として
1992年
- パワーレンジャー・パイロット版（ゴーク）

1993年
- パワーレンジャー（スクワット、テラートード、ボルティコーン）※マイケル・J・ソリッチ名義、スクワット以外ノンクレジット

1994年
- バーチャル戦士トゥルーパーズ（デシメイター、ゼルトン、タンカトロン、スライスソード・ボット（初代）、スピットボット（代役）、ホラーボット）
- パワーレンジャー（パンプキン・ラッパー、幻ガラマンダー、マグネットブレイン）※ノンクレジット

1995年
- パワーレンジャー（ダブルフェイス、バンパイアラス、ヘイト・マスター、クラビー・キャビー）※ノンクレジット
- マイティ・モーフィン・パワーレンジャー ロード・ゼッド モンスターヘッド（スクワット、スニザード）
- マスクド・ライダー（ダブル・フェイス）

1996年
- マイティ・モーフィン・エイリアンレンジャー（スクワット、クラビー・キャピー）
- パワーレンジャー・ジオ（スクワット、ブーブー・ザ・クラウン、タフガイ・タスクス、コグ・チェンジャー/合体モンスター）※マイケル・J・ソリッチ名義、スクワット以外ノンクレジット
- ビッグ・バッド・ビートルボーグ（マムズ（第1、2話のみ）、ウルファング・スミス（第1、2話のみ）、グレネード・ガイ）

1997年
- パワーレンジャー・ターボ（グリーンミクロン、ボルト・マイスター）※ノンクレジット
- ビッグ・バッド・ビートルボーグ（スーパー・グレネード・ガイ）
- ビートルボーグ・メタリックス（ロボボーグ）

1998年
- パワーレンジャー・イン・スペース（クロコトックス）※ノンクレジット

1999年
- パワーレンジャー・ロスト・ギャラクシー（クエイク・メーカー、再生テクサ、再生ハードチョーク）

2000年
- パワーレンジャー・ライトスピード・レスキュー（バードバン、トライスカル、ゲートキーパー）

2001年
- パワーレンジャー・タイムフォース（モコン、ブリックネック）

2002年
- パワーレンジャー・ワイルドフォース（レティナクス、カメラオルグ、アルティラ、ロコモーティブオルグ）

#### 俳優として
1994年
- バーチャル戦士トゥルーパーズ（ウッディー・ストッカー）

1999年
- パワーレンジャー・ロスト・ギャラクシー（オークション司会者）

### テレビドラマ
1994年
- となりのサインフェルド（フィデル・カストロ）

1996年
- 7デイズ/時空大作戦（フィデル・カストロ）
- メリード・ウィズ・チルドレン（フィデル・カストロ）

### 実写映画
1988年
- 恋はあせらず（麻薬の売人）

1998年
- ラスティ!（その他の声）

2004年
- スクービー・ドゥー2 モンスター パニック（タール・モンスターの声、綿あめ男の声）
- ドーン・オブ・ザ・デッド（ADRグループ）
- 私たちは一体全体何を知っているというの!?（様々な声）

2012年
- Doctor Shocker's Monster Campaign Ads 2012（ラルフ・ローレン）

### テレビ映画
2000年
- ノリエガ 独裁者の真実（フィデル・カストロ）

### 吹き替え
2000年
- プロジェクトA（チー総監）

2007年
- キューティーハニー（警察庁幹部（嶋田久作） 、ゴールド・クローの部下）

### 舞台
1995年
- パワーレンジャー・ワールド・ツアー・ライブ・オン・ステージ（スクワットの声）

## 参加作品

### テレビアニメ（スタッフ）
1999年
- デジモンアドベンチャー（音声演出）

2000年
- 時空探偵ゲンシクン（音声演出）
- デジモンアドベンチャー02（台本）

2001年
- デジモンテイマーズ（台本）
- 六門天外モンコレナイト（音声演出、ストーリーエディター、台本）

2002年
- マシュランボー（音声演出、台本）

2003年
- サイボーグ009 THE CYBORG SOLDIER（ADRディレクター）
- デジモンフロンティア（音声演出、台本）

2004年
- クレヨンしんちゃん（ADRディレクター）※フェーズ版

2005年
- B-伝説! バトルビーダマン（音声演出、ストーリーエディター）
- ボボボーボ・ボーボボ（ADRディレクター、ストーリーエディター、脚色）

2006年
- 韋駄天翔（音声演出、台本、ストーリーエディター）
- デュエル・マスターズ（音声演出）
- BLEACH（音声演出、脚色）

2009年
- MONSTER（台本脚色）

### 特撮（スタッフ）
1994年
- バーチャル戦士トゥルーパーズ（アディショナル・ダイアローグ）

1995年
- バーチャル戦士トゥルーパーズ（ADRディレクター）

2011年
- パワーレンジャー・サムライ（ADR台本）

2012年
- パワーレンジャー・スーパーサムライ（脚本、ADR台本）

2013年
- パワーレンジャー・メガフォース（ADR台本）

### 吹き替え（スタッフ）
2000年
- マスター・オブ・リアル・カンフー 大地無限（音声）